# Vasilii Petrovich Gutsevich
Vasilii Petrovich Gutsevich (1893 – 1956) è stato un geologo kazako.
È stato a capo del dipartimento dei giacimenti minerali dell'istituto dell'estrazione mineraria e della metallurgia di Alma-Ata in Kazakistan. In suo onore è stato attribuito il nome al minerale gutsevichite.